# 村上信夫 (宝塚歌劇)
村上 信夫（むらかみ のぶお、1947年〈昭和22年〉6月6日 - ）は、日本の演出家、プロデューサー。大阪府出身。

## 経歴
1947年、大阪府出身。
1971年、早稲田大学第一文学部卒業。宝塚歌劇団に入団。演出助手として活動。
1979年以降、宝塚歌劇団の演出家として活躍。
1997年に宝塚歌劇団、プロデューサーに転身。宝塚歌劇団のベルリン公演、韓国公演などの制作を担当。また数多くの宝塚の作品を制作する。
2007年、宝塚クリエイティブアーツに入社。宝塚専門チャンネルのタカラヅカ・スカイ・ステージのプロデューサーを担当。2012年に定年退社。以降、宝塚歌劇団卒業生のライブとかのプロデューサーを数多く手がけている。

## 主な演出作品
- 「恋の冒険者たち」宝塚大劇場、瀬戸内美八 主演（1979年）
- 「ジャンピング!」宝塚大劇場、大地真央 主演（1980年）
- 「南太平洋」宝塚バウホール、剣幸 主演（1984年）
- 「ザ・スイング」宝塚大劇場、剣幸 主演（1985年）
- 「レッド・ホット・ラブ」宝塚大劇場、剣幸 主演（1989年）
- 「微笑みの国」宝塚バウホール、一路真輝 主演（1990年）
- 「ラバーズ・コンチェルト (宝塚歌劇)」宝塚大劇場、杜けあき 主演（1991年）
- 「フラワードラムソング」宝塚バウホール、安寿ミラ 主演（1992年）
- 「ラ・ノーバ!」宝塚大劇場、安寿ミラ 主演（1993年）
- 「ワン・タッチ・オブ・ヴィーナス」天王洲アートスフィア、安寿ミラ 主演（1993年）
- 「ジャンプ・オリエント」宝塚大劇場、紫苑ゆう 主演（1994年）
- 「燃える愛の翼」宝塚バウホール、稔幸 主演（1994年）
- 「マ・ベル・エトワール」宝塚大劇場、一路真輝 主演（1995年）
- 「晴れた日に永遠が見える」宝塚バウホール、高嶺ふぶき 主演（1996年）

ほか